# Glenea glabronotata
Glenea glabronotata là một loài bọ cánh cứng trong họ Cerambycidae.